# Niederaichbach
Niederaichbach – miejscowość i gmina w Niemczech, w kraju związkowym Bawaria, w rejencji Dolna Bawaria, w regionie Landshut, w powiecie Landshut. Leży około 12 km na północny wschód od Landshut, nad Izarą, przy autostradzie A92.

## Dzielnice
W skład gminy wchodzą następujące dzielnice: Hüttenkofen, Niederaichbach, Oberaichbach i Wolfsbach.

## Demografia
| Rok  | Liczba mieszk. |
| ---- | -------------- |
| 1970 | 2146           |
| 1987 | 2396           |
| 2000 | 3440           |

## Oświata
(na 1999)

W gminie znajduje się przedszkole (75 miejsc i 110 dzieci) oraz szkoła (26 nauczycieli, 501 uczniów).